# Jelena Szergejevna Orjabinszkaja
Jelena Szergejevna Orjabinszkaja, oroszul: Елена Сергеевна Орябинская (Szalszk, 1994. március 15. –) olimpiai ezüst-, világbajnoki bronzérmes, Európa-bajnok orosz evezős.

## Pályafutása
2021-ben a tokiói olimpián ezüstérmet szerzett Vaszilisza Sztyepanovával kormányos nélküli kettesben. 2017-ben és 2018-ban kormányos nélküli négyesben világbajnoki bronzérmes lett társaival. 2018-ban Európa-bajnok lett ugyan ebben a versenyszámban. 2016-ban, 2017-ben és 2019-ben a nyolcas tagjaként Európa-bajnoki bronzérmet szerzett.

## Sikerei, díjai
- Olimpiai játékok – kormányos nélküli kettes
  - ezüstérmes: 2021, Tokió
- Világbajnokság – kormányos nélküli négyes
  - bronzérmes (2): 2017, 2018
- Európa-bajnokság
  - aranyérmes: 2018 (kormányos nélküli négyes)
  - bronzérmes (3): 2016, 2017, 2019 (mind nyolcas)